# Heinrich von Minnigerode

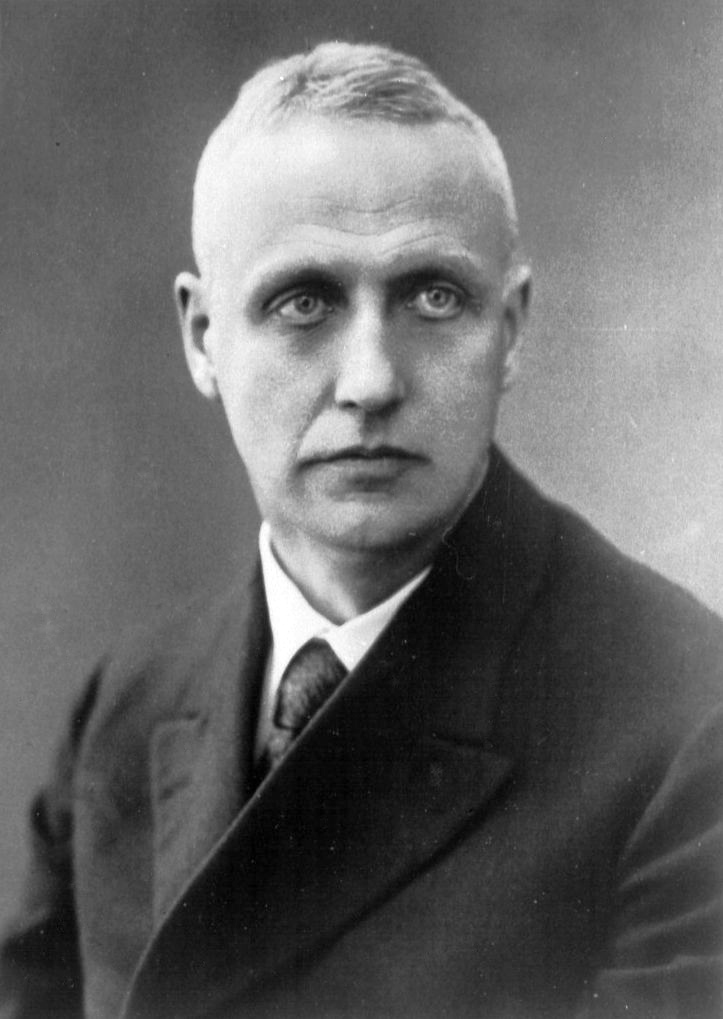
Heinrich von Minnigerode, 1928

Freiherr Heinrich von Minnigerode (* 25. März 1885 in Braunschweig; † 2. Mai 1950 in Bad Wildungen) war ein deutscher Jurist, Rechtshistoriker und Hochschullehrer. Sein Forschungsgebiet war vor allem das Verfassungs- und Ständerecht des Mittelalters.

## Familie
Heinrich von Minnigerode, der dem niedersächsischen Uradelsgeschlecht Minnigerode entstammte, wurde als Sohn des Majors a. D. August Freiherr von Minnigerode (* 19. Oktober 1844) in Braunschweig geboren. Seine Mutter war Sibylle von der Marwitz (* 7. März 1849), eine Tochter des Landrates Bernhard von der Marwitz. Die Mutter seines Vaters war Juliane (Jenny) von der Decken aus Salzgitter-Ringelheim.

## Leben

### Frühe Jahre und akademische Laufbahn
Seine Kindheit verbrachte v. Minnigerode auf dem Familiengut zu Silkerode im Eichsfeld.
Nach seinem Studium der Rechtswissenschaften an den Universitäten Lausanne, Erlangen, Freiburg, Berlin und Göttingen absolvierte er das 1. juristische Staatsexamen und ging anschließend 1909 in den Referendardienst. Während seines Studiums in Lausanne wurde er Mitglied der Société d’Étudiants Germania Lausanne. Hiernach nahm er in Göttingen am rechtsgeschichtlichen Seminar bei Konrad Beyerle teil und wurde 1911 zum Dr. jur. promoviert. 
1912 veröffentlichte er sein erstes Buch mit dem Titel „Ebenburt und Echtheit“. Darin beschäftigte er sich mit der Geschichte des hohen Adels und bezog Stellung gegen die bisher herrschende Lehre, dass sich die Schranke zwischen edelfreiem und gemeinfreiem Adel erst im 13. Jahrhundert abzeichnete. Ähnlich wie Aloys Schulte nahm er an, dass die hochadlige Ebenburtsschranke gegen die Gemeinfreien bis ins 8. bzw. 9. Jahrhundert belegbar ist. Bei der Verbindung eines Edelfreien mit einer Gemeinfreien sei diese Schranke nur durch Einsippung der Ehefrau übersteigbar gewesen. Der Agnatenkonsens, wie er etwa bei Hartmann von Aue vorkam, sei als Einsippung zu erklären.
1913 schloss v. Minnigerode in München seine erste Ehe mit Freya Zumpe. 1916 griff er mit seinem Beitrag „Bemerkungen zu den Kölner Burggrafenfälschungen“ in die wissenschaftliche Auseinandersetzung zwischen Konrad Beyerle und Luise von Winterfeld polemisch ein und verfasste eine Antikritik zu Luise von Winterfeld. Minnigerode selbst hatte zu Konrad Beyerles Buch den Anhang Kölner Richterlisten beigesteuert und auch sonst selbst an dieser Arbeit Anteil genommen. Zwischen 1916 und 1918 war er als Militärbeamter tätig. Für seine Dienste erhielt er das preußische Verdienstkreuz für Kriegshilfe. Nach dem Ende des Krieges zog er auf das Gut eines Verwandten nach Bad Sooden-Allendorf, wo er mehrere Jahre verbrachte. Erst 1927 kehrte er in das universitäre Leben zurück.

### Professur in Marburg und Göttingen
An der Universität Marburg verfasste er sein zweites Buch und wurde nach seiner Habilitation bei Walther Merk 1928 zunächst als Privatdozent für Deutsche Rechtsgeschichte und Deutsches Privatrecht an der Philipps-Universität Marburg tätig. 
Mit seiner rechtshistorischen Habilitationsschrift von 1928 „Königszins, Königsgericht, Königsgastung im altsächsischen Freidingrechte“ erschloss v. Minnigerode wichtiges Neuland auf diesem rechtsgeschichtlichen Gebiet. Das Buch galt als Wegbereiter weiterer Forschungen. Darin sah er das Nebeneinander von Gerichts- und Herfahrtabgaben sowie von Ding- und Wehrfrohnden freier Leute an. Außerdem erklärte sich die Königsgastung nach seiner Ansicht aus der Herbergslast anlässlich königlicher Rechtspflege, die danach zwischen drei und sieben Jahren periodisch an den sächsischen Freidingen stattgehabt hätte. Diese Auffassung ist in der Geschichtswissenschaft allerdings umstritten.
Ab dem Wintersemester 1932/33 dehnte er seine Lehrtätigkeit auf Bürgerliches und Handelsrecht aus und veröffentlichte 1933 die rechtswissenschaftliche Abhandlung „Das rechtliche Wesen der Dividendengewähr.“ Im November 1933 unterzeichnete er das Bekenntnis der deutschen Professoren zu Adolf Hitler. Im Jahr 1935 wurde er Mitglied der Bekennenden Kirche in Marburg. Im selben Jahr schloss v. Minnigerode in Göttingen seine zweite Ehe mit Emmeline Schaper und wurde 1936 an der Universität Marburg zum außerordentlichen Universitätsprofessor ernannt. In seinem Beitrag in der „Marburger Festgabe für Erich Jung“ zur Rechtsnatur der Treue im ältesten deutschen Recht, stellte er die These auf, dass Treue als rechtliches Band in Sohnesannahme und Ahnenkult beheimatet sei. In der 1938 erschienenen Miszelle über „unwedersatt und widrisittolo“ stellte er eine Brücke zwischen dem lehnrechtlichen Begriff der Widersetzlichkeit und der nämlichen Kennzeichnung des Ungehorsams nach L. Sal. 45, 2 her.
Ab dem Sommertrimester 1940 wurde er zudem mit der Vertretung der Deutschen Rechtsgeschichte und des Deutschen Privatrechts an der Georg-August-Universität Göttingen betraut. 1941 veröffentlichte er sein letztes Werk „Ludwig von der Marwitz und die Wesenseinheit von Politik und Krieg.“

### Späte Jahre
Heinrich v. Minnigerode lebte in Zurückgezogenheit mit seiner Familie und der Wissenschaft. Der Jurist und Rechtsphilosoph Fritz von Hippel beschrieb ihn als „vornehm, bescheiden, liebenswert, ebenso ausgezeichnet durch Charakter wie durch Menschlichkeit.“ Der Jurist und Rechtshistoriker Franz Beyerle schrieb in seinem Nachruf für Heinrich v. Minnigerode, dass er dessen „aus seinem Herzen kommende Romantik, welche nichts mit dem späteren Missbrauch des Geschichtsbewusstsein gemein hatte, nicht unerwähnt lassen“ möchte.
Minnigerode starb 1950 im Alter von 65 Jahren in Bad Wildungen.

## Publikationen
- Ebenburt und Echtheit, Untersuchungen zur Lehre von der adeligen Heiratsebenburt vor dem 13. Jahrhundert. Heidelberg, Winter, 1912
- Bemerkungen zu den Kölner Burggrafenfälschungen. in: Vierteljahrschrift für Sozial- und Wirtschaftsgeschichte (VSWG) 13, 1916, S. 108 ff.
- Königszins, Königsgericht, Königsgastung im altsächsischen Freidingrechte. Göttingen, Vandenhoeck & Ruprecht, 1928
- Ursprüngliches Wesen der niedersächsischen Schützengilde. Göttingen, Vandenhoeck & Ruprecht, 1928
- Das rechtliche Wesen der Dividendengewähr. Marburg, Elvertsche Verlbh., 1933
- Die Rechtsnatur der Treue im ältesten deutsche Recht. In: Marburger Festgabe für Erich Jung. 1937
- Unwedersatt und widrisittolo, in: ZRG GA 59, 1939, S. 249
- Ludwig von der Marwitz und die Wesenseinheit von Politik und Krieg. Stuttgart, Kohlhammer, 1941